# Tjädernhuset
Tjädernhuset är en byggnad i kvarteret Tjädern, Hedemora, Dalarnas län. Den är förvaltningsbyggnad för Hedemora kommun och är förbunden med Hedemora stadsbibliotek via en loftgång. Huset ritades av Åke Temnerud och uppfördes 1979–1980 av ABV. Byggnaden är i tre plan, varav ett i suterräng, och gjord i betong, klädd med rött fasadtegel. I huset ligger också ett apotek, i Föreningsbankens tidigare lokaler.
14 september 2012 slogs, som första i sitt slag i Sverige, kommun- och polisreceptionerna ihop. Den nya receptionen ligger i Systembolagets gamla lokaler vid Oxtorget, där polisen haft sin reception sedan 2009. Gamla polisstationen, ritad av C J Perne, har fått andra användningsområden. 

### Fotnoter
1. ↑  Olsson, Daniels Sven (1980). Bebyggelse i Hedemora stad: kulturhistorisk miljöanalys. Dalarnas museums serie av rapporter, 0348-2863 ; 11. Falun: Dalarnas museum. sid. 81. Libris 7748551. ISBN 91-85378-31-3
2. ↑  Eva Langefalk (15 september 2012). ”Invigning av unik reception för polisen och Hedemora kommun”. Södra Dalarnes Tidning/DT.se. Arkiverad från originalet den 3 december 2013. https://web.archive.org/web/20131203005720/http://www.dt.se/nyheter/hedemora/1.5097473-invigning-av-unik-reception-for-polisen-och-hedemora-kommun. Läst 29 november 2013.
3. ↑  Rolf Sundblad (10 november 2009). ”Fler poliser ska göra stan tryggare”. Södra Dalarnes Tidning/DT.se. Arkiverad från originalet den 3 december 2013. https://web.archive.org/web/20131203011459/http://www.dt.se/nyheter/hedemora/1.3419337-fler-poliser-ska-gora-stan-tryggare. Läst 29 november 2013.